# Đặng Phong

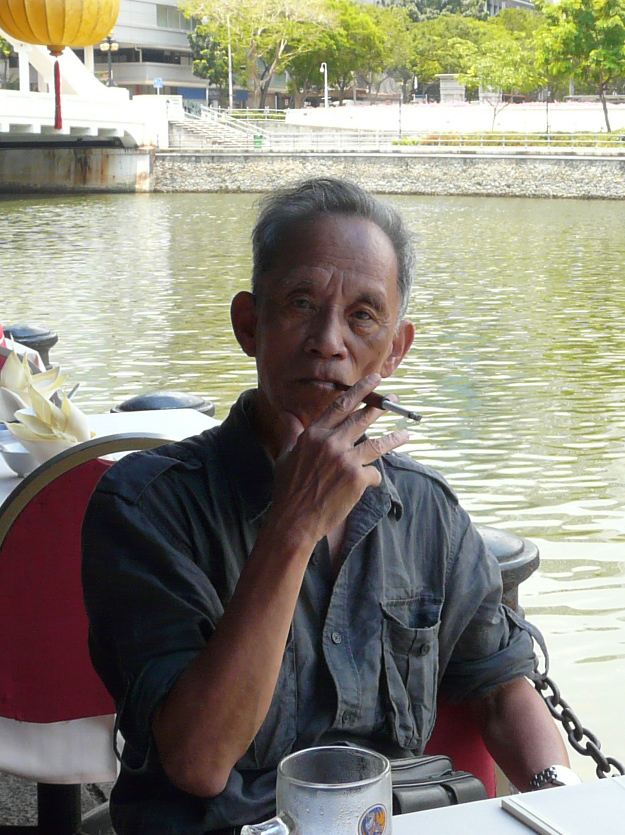
Đặng Phong im Jahr 2010

Đặng Phong (* 4. November 1937 in Hà Tây; † 20. August 2010 in Hanoi) war ein vietnamesischer Wirtschaftshistoriker und Hochschullehrer.

## Leben
Đặng Phong erwarb im Jahr 1960 einen Bachelor für Geschichte an der Universität Hanoi. Im Jahr 1964 schloss er ein Studium an der Universität der Staatsökonomie Hanoi ab.
Đặng Phong arbeitete als Wirtschaftswissenschaftler für das Wirtschaftsinstitut Vietnams und war stellvertretender Chefredakteur der Zeitschrift Tạp chí Thị trường & Giá cả (Zeitschrift für Märkte und Preise).
Nach dem Ende des Vietnamkrieges und der Wiedervereinigung Vietnams im Jahr 1975 wurde Đặng von der Regierung in das Gebiet des ehemaligen Südvietnams geschickt, um einen wirtschaftlichen Entwicklungsplan zu erstellen.
Nachdem das Geschichtswerk Lịch sử kinh tế Việt Nam (Wirtschaftsgeschichte Vietnams) im Jahr 2000 erschien, veröffentlichte er im Jahr 2008 das Buch Tư duy Kinh tế Việt Nam (Wirtschaftliche Denkweise Vietnams), in dem er die Entwicklung der wirtschaftlichen Denkweise Vietnams in den Jahren 1975 bis 1989 vorstellt. Ihm zufolge hängen viele Höhen und Tiefen Vietnams von der wirtschaftlichen Denkweise ab. In einem Kommentar in der Zeitung Tuổi Trẻ wurde Đặng Phong als ein „lebendiger und zeitgenössischer Historiker“ beschrieben.
Es folgte das Buch Chuyện Thăng Long – Hà Nội qua một đường phố (Thăng Long – Hà Nội Geschichte durch eine Straße) im Jahr 2010, das von dem Buch Histoire de Hanoi des französischen Historikers Philippe Papin inspiriert wurde. Es ist eine räumliche und zeitliche Studie über die Lê-Duẩn-Straße in Hanoi.
Đặng Phong war Dozent an der Universität für BWL und Technologie Hanoi tätig. Außerdem beschäftigte er sich auch als Gastdozent an der Universität Aix-en-Provence, der Universität Cambridge, der Universität Monterey Bay California und der Universität Macquarie Sydney. Am 20. August 2010 starb Đặng Phong an Krankheiten. Ein Jahr später wurde eine Talk-Show von der Phan-Châu-Trinh-Kulturstiftung, vom Tri-Thức-Verlag und vom Zentrum für Wirtschafts- und Politikforschung (VEPR) organisiert, um seine Beiträge zu honorieren.
Đặng Phong verbrachte mehr als 40 Jahre mit Wirtschaftsforschung und publizierte mehr als 30 Werke über Wirtschaftsgeschichte Vietnams. Er war besonders bekannt für seine Arbeiten zu der Subventionszeit Vietnams, der Wirtschaft Vietnams nach der Wiedervereinigung, der Đổi-Mới-Periode, sowie wirtschaftlichen Denkweisen. Außerdem wurde er von vietnamesischen Medien als „lebendiges Wörterbuch der vietnamesischen Wirtschaft“ bezeichnet.

## Schriften
- Kinh tế thời nguyên thủy ở Việt Nam (Primitive Wirtschaft in Vietnam) OCLC 23575125
- 21 năm viện trợ Mỹ ở Việt Nam (21 Jahre amerikanische Förderung in Südvietnam) OCLC 24008889
- Thị trường và giá cả Việt Nam từ thế kỷ XIX đến nay: Đề tài nghiên cứu khoa học cấp bộ (Märkte und Preise in Vietnam von dem 19. Jahrhundert bis jetzt). 1992 OCLC 41626719
- Authority relations and economic decision-making in Vietnam: an historical perspective (mit Melanie Beresford), Copenhagen: Nordic Institute of Asian Studies, 1998 OCLC 39950059
- Economic Transition in Vietnam: Aid and Trade in the Demise of a Centrally Planned Economy (mit Melanie Beresford). Cheltenham, Vereinigtes Königreich und Northampton MA, Vereinigte Staaten: Edward Elgar, 2000 OCLC 263616259
- Lịch sử kinh tế Việt Nam 1945–2000, tập 1 1945–1954 (Wirtschaftsgeschichte Vietnams, 1945–2000, Bd. 1: 1945–1954) OCLC 51487572
- Lịch sử Ngân hàng Ngoại thương Việt Nam 1963–2003 (Vietcombanks Geschichte 1963–2003)
- So sánh đổi mới kinh tế Việt Nam và cải cách kinh tế Trung Quốc (Vergleich wirtschaftlicher Reform zwischen China und Vietnam)
- Kinh tế miền Nam thời kỳ 1955–1975 (Südvietnams Wirtschaft in den Jahren 1955–1975). 2004 OCLC 646258688
- Lịch sử kinh tế Việt Nam 1945–2000, tập 2 1955–1975 (Wirtschaftsgeschichte Vietnams, 1945–2000, Bd. 2: 1955–1975)
- Lịch sử kinh tế Việt Nam 1945–2000, tập 3 1975–2000 (Wirtschaftsgeschichte Vietnams, 1945–2000, Bd. 3: 1975–2000)
- 30 năm Vietcombank thành phố Hồ Chí Minh, 1976-2006 (30 Jahre Vietcombank Ho-Chi-Minh-Stadt). 2006
- Những bước đột phá của An Giang trên con đường đổi mới kinh tế (An-Giangs Durchbruchschritte auf dem Weg wirtschaftlicher Reform). 2006 OCLC 214082245
- Long An – mũi đột phá vào kinh tế thị trường (Long An – Ein Durchbruch in der Marktwirtschaft) 2007 OCLC 226211412
- Lịch sử Ngân hàng đầu tư và phát triển Việt Nam, 1957-2012: sơ thảo (BIDVs Geschichte: Entwurf) 2007
- Tư duy Kinh tế Việt Nam – Chặng đường gian nan và ngoạn mục 1975–1989 (Wirtschaftliche Denkweise Vietnams: Ein entmutigender und spektakulärer Weg 1975–1989) 2008 OCLC 1029736819
- 5 đường mòn Hồ Chí Minh (Die fünf Ho-Chi-Minh-Pfade) 2008 OCLC 940949364
- Tư duy kinh tế Việt Nam 1975–1989 – Nhật ký thời bao cấp (Wirtschaftliche Denkweise Vietnams 1975–1989 – Tagebuch der Subventionswirtschaftsperiode) 2009 OCLC 464762405
- "Phá rào" trong kinh tế vào đêm trước Đổi mới („Zaunbrechen“ in der Wirtschaftssphäre am Vorabend von Đổi mới) 2009 OCLC 661069809
- Những mũi đột phá trong kinh tế: thời trước Đổi Mới (Durchbrüche in der Wirtschaft: die Zeit vor Đổi mới) 2009 OCLC 500802897
- Chuyện Thăng Long – Hà Nội qua một đường phố (Thăng Long – Hà Nội Geschichte durch eine Straße) 2010 OCLC 705454735
- Biên niên các sự kiện kinh tế Việt Nam, 1975-2008 (Chronologie der wirtschaftlichen Ereignisse Vietnams 1975–2008) 2012
- Vietnam: Le moment moderniste. Aix-en-Provence: Presses universitaires de Provence, 2017. OCLC 1031979300
- Lịch sử Ngân hàng thương mại cổ phần đầu tư và phát triển Việt Nam, 1957–2017 (BIDVs Geschichte 1957–2017) 2017. OCLC 1029510857